# Portrait of My Pals
Portrait of My Pals från 1964 är ett musikalbum med Lars Gullin. Albumet spelades in i juni 1964 på EMI Studios, Stockholm och belönades med OrkesterJournalens ”Gyllene skiva” för bästa svenska jazzskiva 1964.

## Låtlista
Musiken är skriven av Lars Gullin om inget annat anges.
1. Portrait of My Pals – 7:01
2. It's True – 3:52
3. I've Seen – 6:28
4. You Stepped Out of a Dream (Nacio Herb Brown) – 3:37
5. Prima Vera – 9:54
6. Decent Eyes – 6:37
7. Gabriella – 5:58
8. It's True [tagning 3] – 3:46
9. Detour Ahead (Herb Ellis/John Frigo) – 5:00
10. You Stepped Out of a Dream [tagning 4] (Nacio Herb Brown) – 3:37
11. I've Seen [tagning 1] – 6:17

Spår 8–11 är bonusspår på cd-utgåvan.

## Medverkande
- Lars Gullin – barytonsax
- Jan Allan – trumpet (spår 1, 4, 6, 7, 10)
- Torgny Nilsson – trombon (spår 1, 6, 7)
- Rolf Billberg – altsax (spår 1, 4–7, 9, 10), triangel (spår 3, 11)
- Harry Bäcklund – tenorsax (spår 1, 6, 7)
- Lars Sjösten – piano
- Björn Alke – bas
- Kurt Lindgren – bas (spår 1–5, 7–11)
- Bo Skoglund – trummor
- Anders Dahl, Nils-Erik Sandell, Ole Hjorth, Nils Peterson – violin (spår 1, 3, 5, 7, 9, 11)
- Erik Elgstam, Kjell Ahr – viola (spår 1, 3, 5, 7, 9, 11)
- Georg Kottowsky – cello (spår 1, 3, 5, 7, 9, 11)